# Hashem Beikzadeh
Hashem Beikzadeh (tiếng Ba Tư: هاشم بیک زاده, born ngày 22 tháng 1 năm 1984 ở Tehran) là một hậu vệ bóng đá người Iran hiện tại thi đấu cho Naft Talaieh ở Persian Gulf Pro League và Đội tuyển bóng đá quốc gia Iran.

## Sự nghiệp câu lạc bộ
Beikzadeh là một sản phẩm của học viện trẻ Fajr Sepasi và từ khi được đẩy lên đội một tại mùa giải 2005-06 anh đã trở thành một trong những cầu thủ có tầm ảnh hưởng nhất Fajr. Anh chuyển đến Esteghlal và giành chức vô địch trong mùa giải đầu tiên nhưng không thi đấu trận nào. Ngày 8 tháng 7 năm 2014, Beikzadeh ký hợp đồng gia hạn với Esteghlal, giữ anh lại đến năm 2016. Ngày 26 tháng 7 năm 2015, anh gia nhập Saba Qom sau khi kết thúc hợp đồng với Esteghlal.

### Thống kê sự nghiệp câu lạc bộ
Tính đến 4 tháng 6 năm 2015
| Thành tích câu lạc bộ | Thành tích câu lạc bộ | Thành tích câu lạc bộ | Giải vô địch | Giải vô địch | Cúp       | Cúp       | Châu lục | Châu lục  | Tổng cộng | Tổng cộng |
| Mùa giải              | Câu lạc bộ            | Giải vô địch          | Số trận      | Bàn thắng    | Số trận   | Bàn thắng | Số trận  | Bàn thắng | Số trận   | Bàn thắng |
| Iran                  | Iran                  | Iran                  | Giải vô địch | Giải vô địch | Cúp Hazfi | Cúp Hazfi | Châu Á   | Châu Á    | Tổng cộng | Tổng cộng |
| --------------------- | --------------------- | --------------------- | ------------ | ------------ | --------- | --------- | -------- | --------- | --------- | --------- |
| 2004–05               | Fajr                  | Iran Pro League       | 1            | 0            | 1         | 1         | –        | –         | 1         | 01        |
| 2005–06               | Fajr                  | Iran Pro League       | 28           | 3            | 1         | 1         | –        | –         | 281       | 31        |
| 2006–07               | Fajr                  | Iran Pro League       | 24           | 5            | 1         | 1         | –        | –         | 241       | 51        |
| 2007–08               | Fajr                  | Iran Pro League       | 25           | 6            | 1         | 1         | –        | –         | 251       | 61        |
| 2008–09               | Esteghlal             | Iran Pro League       | 12           | 1            | 1         | 0         | 5        | 0         | 18        | 1         |
| 2009–10               | Esteghlal             | Iran Pro League       | 24           | 0            | 1         | 0         | 2        | 0         | 27        | 0         |
| 2010–11               | Sepahan               | Iran Pro League       | 24           | 1            | 2         | 0         | 4        | 0         | 30        | 1         |
| 2011–12               | Sepahan               | Iran Pro League       | 26           | 0            | 0         | 0         | 0        | 0         | 26        | 0         |
| 2012–13               | Esteghlal             | Iran Pro League       | 21           | 0            | 1         | 0         | 7        | 1         | 29        | 1         |
| 2013–14               | Esteghlal             | Iran Pro League       | 18           | 1            | 3         | 0         | 8        | 0         | 29        | 1         |
| 2014–15               | Esteghlal             | Iran Pro League       | 23           | 1            | 1         | 0         | 0        | 0         | 24        | 1         |
| 2015–16               | Saba Qom              | Iran Pro League       | 13           | 0            | 2         | 0         | -        | -         | 15        | 0         |
| 2015–16               | Zob Ahan              | Iran Pro League       | 7            | 0            | 0         | 0         | 4        | 1         | 11        | 1         |
| Tổng cộng             | Iran                  | Iran                  | 232          | 18           | 91        | 01        | 29       | 2         | 2671      | 191       |
| Tổng cộng sự nghiệp   | Tổng cộng sự nghiệp   | Tổng cộng sự nghiệp   | 232          | 18           | 91        | 01        | 29       | 2         | 2671      | 191       |

1 Thống kê chưa đầy đủ.
- Kiến tạo

| Mùa giải | Đội bóng  | Kiến tạo |
| -------- | --------- | -------- |
| 2005–06  | Fajr      | 4        |
| 2006–07  | Fajr      | 5        |
| 2007–08  | Fajr      | 3        |
| 2008–09  | Esteghlal | 2        |
| 2010–11  | Sepahan   | 1        |
| 2011–12  | Sepahan   | 3        |
| 2012–13  | Esteghlal | 2        |
| 2013–14  | Esteghlal | 4        |

## Sự nghiệp quốc tế
Anh ra mắt Team Melli vào tháng 8 năm 2006 trong trận giao hữu trước Các Tiểu vương quốc Ả Rập Thống nhất. Beikzadeh được triệu tập lần nữa vào Đội tuyển bóng đá quốc gia Iran để thi đấu Giải vô địch bóng đá Tây Á 2007 tổ chức ở Amman, Jordan. Anh ghi bàn thắng đầu tiên cho Iran ngày 24 tháng 6 năm 2007 trong chiến thắng 2–1 ở chung kết với Iraq.
Anh lại được triệu tập vào Team Melli thi đấu Vòng loại Giải vô địch bóng đá thế giới 2010. Anh thi đấu trước Kuwait ở vị trí hậu vệ trái. Ngày 1 tháng 6 năm 2014, anh được triệu tập vào đội hình Iran tham dự Giải vô địch bóng đá thế giới 2014 bởi Carlos Queiroz. Anh không được sử dụng trong giải đấu, mất vị trí cho Mehrdad Pooladi vì chấn thương. Anh cũng được triệu tập vào Iran tham dự Cúp bóng đá châu Á 2015 ngày 30 tháng 12 năm 2014 bởi Carlos Queiroz. Anh bị thay thế bởi Mohammad Reza Khanzadeh vì chấn thương vài ngày trước trận gặp Úc.

### Bàn thắng quốc tế
Tỉ số và kết quả liệt kê bàn thắng của Iran trước.
| # | Ngày                     | Địa điểm                           | Đối thủ | Tỉ số | Kết quả | Giải đấu                        |
| - | ------------------------ | ---------------------------------- | ------- | ----- | ------- | ------------------------------- |
| 1 | ngày 24 tháng 6 năm 2007 | Sân vận động Quốc gia Amman, Amman | Iraq    | 2–0   | 2–1     | Giải vô địch bóng đá Tây Á 2007 |

## Đời sống cá nhân
Anh đã kết hôn và có hai con gái, Beikzadeh là người Iran gốc Azerbijan ở Ardabil.

## Danh hiệu
Esteghlal
- Iran Pro League (2): 2008–09, 2012–13

Sepahan
- Iran Pro League (2): 2010–11, 2011–12

Zob Ahan
- Cúp Hazfi (1): 2015–16